# 后宫甄嬛传 (小说)
《后宫：甄嬛传》是中國作者流潋紫创作的长篇网络小说，小说已经完结出版，總共七册（部）。小说以虚构的大周時代为背景，描述后宫争斗。
2007年初首部出版，其后第二、第三部在当年陆续结集出版。2007年，小说曾加印八次，总销量达到20多万册。亦获得腾讯网“作家盃”原创大赛第三站的冠军。2010年北京电视艺术中心购进电视剧版权，同年开机拍摄，于2011年播出。但也因作者流潋紫涉及抄袭引發争议。
《后宫：甄嬛传》是架空小说，而电视剧则将背景设定为清朝雍正时期。台湾繁體中文版已經與希代出版社簽約並出版。
作者流瀲紫接受採訪說她寫作時，初衷是因为看了《金枝慾孽》，書中情節靈感人物都來源於此。流瀲紫是港劇《洛神》的死忠劇迷，尤其對蔡少芬飾演的第一美人「甄宓」印象深刻，於是她取甄宓的姓氏「甄」、反派郭嬛的名字「嬛」，當作《後宮甄嬛傳》女主角「甄嬛」的名字，甄嬛參照蔡少芬出演洛神賦中的甄宓形象撰寫。

## 情节
乾元十二年，15歲的甄嬛因面容神似已故的純元皇后（朱柔则）而得到皇帝玄凌注意而通过选秀入宮。入宫不久，甄嬛原想盡辦法避免受到玄凌的宠爱，但一天在御花園中巧遇當時自稱清河王的皇上玄凌，不久後甄嬛即侍寢並獲盛寵。四年多的日子裡，甄嬛與皇帝愛恨交織，糾纏不清；在後宮與好姊妹眉莊相扶相持，一路走來極為艱辛，幾次三番生死之間。入宮不久，甄嬛因容貌才情皆受玄凌甚愛，與當時能和皇后分庭抗禮且聖寵隆重的華妃（慕容世蘭）、一同入宮卻反目的安芬儀（安陵容）、華妃的得力臂膀襄貴嬪（曹琴默）、華妃的同黨麗貴嬪（費雲煙）、因歌聲獲寵卻給甄嬛下毒的妙音娘子（余氏）、表面母儀天下內心卻陰險毒辣的皇后（朱宜修）相爭相鬥多年。幾度起落，終於明白自己實為純元皇后之替身，多年來玄凌並非真心與之相愛，甄嬛傷透了心，又因誤穿純元皇后舊衣而失寵，在產下朧月帝姬後即出宮至甘露寺修行。因乃廢妃自行出家，故不受寺裡眾尼待見，多次受虐。後與六王玄清真心相戀，原欲死遁天涯相知相守，怎奈命運作弄，誤以為玄凌害死玄清，故要再次進宮奪得恩寵，好為甄家冤屈翻身並為玄清報仇。誰知卻在重新獲得玄凌寵愛，即將回宮前夜，玄清安然脫身回來並成為迎妃入宮之人……
爾後甄嬛重得到皇帝玄凌以半副皇后儀仗的大禮，重返後宮。甄嬛與端貴妃（齊月賓）、馮德妃（馮若昭）、惠妃（沈眉莊）、欣妃（呂盈風）、貞一夫人（徐燕宜）、溫太醫（溫實初）、衛太醫（衛臨）、慶貴嬪（周珮）、灩嬪（葉瀾依）、瑛貴嬪（江沁水）、慎貴嬪（劉令嫻）等人结為盟友，與九王玄汾交好，並促成玄汾與其妹甄玉嬈之婚事，因掌事宮女崔槿汐和玄凌身邊的首領太監李長結為菜戶，所以得李長暗中幫助，並和皇后、胡賢妃（胡蘊蓉）、鸝妃（安陵容/安鸝容）、祺貴嬪（管文鴛）、榮嬪（慕容世芍）、祥嬪（倪氏）鬥智鬥狠，並替惠儀貴妃（沈眉莊）復仇。最後，甄嬛查出純元皇后之死實乃皇后因妒恨而暗下殺手，終令玄凌幽禁皇后，死生不復相見。然因不慎，導致有人查覺甄嬛與玄清有曖昧，偏又因曾與外族大王赫赫有過糾葛，因而暗地被玄凌以和親為由送出和親，幸玄清與玄汾領軍追回，其二妹玉姚更代替甄嬛隨赫赫離開。玄凌妒恨玄清於軍中大得人心，深恐皇位不保，又疑甄嬛與玄清有私情，因而命甄嬛親自毒殺玄清，玄清知曉後寧自絕亦不願令甄嬛為難，最後微笑著溘然而逝於甄嬛懷裡……
甄嬛後再度榮賜以皇貴妃之「副后」地位執掌後宮，並代玄凌病弱時協理朝政，最後親手報仇，送間接害死玄清的胡蘊蓉上死路，並一步步的令玄凌身體衰弱下去然後駕崩。玄凌病崩後，甄嬛以新帝養母的身份成為皇太后。然而斯人已逝，她只能在金碧輝煌的頤寧宮裡，默默的回憶當初……

## 小说後宮制度
分八品十六等。
內庭主位，可居主殿並掌一宮事宜，稱娘娘或主子。
- 皇后（一位；無封號）
- 超品：皇貴妃（一位；無封號）
- 正一品：贵妃、淑妃、賢妃、德妃（各一位；仅贵妃能保留原有封号，其他无封号）
- 從一品：夫人（二位；二字封号）
- 正二品：妃（三位；一字封号）
- 從二品：昭仪、昭媛、昭容、淑儀、淑媛、淑容、修儀、修媛、修容（各一位；无封号）
- 正三品：贵嫔（五位；一字封号）

非內庭主位，無主殿可居，只能居於宮中閣樓院落，稱小主。
- 從三品：婕妤（无限；无封号）
- 正四品：容华（无限；无封号）
- 從四品：婉仪、芳仪、芬仪、德仪、顺仪（各一位；无封号）
- 正五品：嬪（无限，一字封号）
- 從五品：小仪、小媛、良媛、良娣（各一位；无封号）
- 正六品：贵人（无限；一字、两字封号或无封号）
- 從六品：才人、美人（无限，无封号）
- 正七品：常在、娘子（无限；常在一字封号或无封号，娘子为宫女侍寝晋级专用，二字封号或无封号）
- 從七品：选侍（无限；无封号）
- 正八品：采女（无限；无封号）
- 從八品：更衣（无限；无封号）

## 人物

### 玄凌後宮妃嬪
| 人物          | 居住處所                                                         | 簡介 | 備註 |
| 甄 嬛         | 甄府 棠梨宮瑩心堂 棠梨宮瑩心殿 甘露寺 凌雲峰 未央宮柔儀殿 頤寧宮 | 正六品莞貴人→正五品莞嬪→從四品甄婉儀→從三品甄婕妤→正三品莞貴嬪→從二品甄昭儀（遭皇后陷害未上册，但以昭儀之名回宫）→正三品莞貴嬪→莫愁（出家法號）→正二品莞妃→正一品莞淑妃→超品皇貴妃→明懿皇太后 本作核心女主角，吏部侍郎甄远道之女，乾元十二年選秀入宮，本名甄玉嬛，但覺得玉字俗氣，遂自行改名甄嬛。生有朧月帝姬、皇三子赵王予涵、靈犀帝姬、雪魄帝姬（除朧月为玄凌之女外，其余皆為玄清之子女），與眉莊為至情姊妹，養育其子予潤（太子），新帝即位後以養母身分被尊为皇太后，徽号為明懿。 | 電視劇中甄嬛為孝聖憲皇后。前期居於碎玉軒，後居於永壽宮。是皇四子弘曆之生母，出宮修行後回宮並獲賜「鈕祜祿」大姓，封號由「莞」改為「熹」。新帝即位後以生母身分被尊為聖母皇太后，遷居壽康宮。 |
| 朱柔則        | 鳳儀宮椒房殿                                                     | 皇后→纯元皇后（諡號） 唯一沒有登場但貫穿全書的角色 玄凌之結髮嫡妻，宜修之嫡姐，入宮陪伴有身孕的宜修時被玄凌看中成為皇后，遭宜修暗中怨妒，孕期飲食內被摻入芭蕉、桃仁，因而難產血崩而死，母子雙歿，臨終囑咐玄凌好好照顧其妹宜修。 | 電視劇中為雍親王嫡福晉烏拉那拉·柔則，於皇帝登基前已逝，後才追尊為純元皇后。角色沒有演員飾演，但常被劇中角色提及。新帝即位後以嫡母身分被追尊為孝敬皇太后。                                  |
| 朱宜修        | 鳳儀宮昭陽殿                                                     | 正二品嫻妃→正一品嫻貴妃→皇后→庶人（未貶成）→鳳儀宮娘娘（未廢去皇后位份，惟不稱皇后）→温裕皇后（追諡） 玄凌之第二任皇后，柔则之庶妹。為貴妃時曾有一子，後因高燒不治，不滿三歲而早夭，從此心理逐漸扭曲，城府極深且心狠手辣，害死異母嫡姐柔則、多位得寵或有孕的嬪妃，在愨妃死後撫養皇長子予漓。最後因謀害純元皇后之事敗露，被皇帝下旨終身囚禁，且言明與她「死生不復相見」。新帝登基當日死於昭陽殿，後上諡號溫裕，無太后尊號。 | 電視劇中更名為烏拉那拉·宜修，是費掦古家庶女、孝敬憲皇后之妹。居於景仁宮。最後在甄嬛主導下被從歷史抹去。                                                                                    |
| 慕容世蘭      | 宓秀宮 永巷                                                      | 正五品華嬪→正四品慕容容華→正三品華貴嬪→正二品華妃→正三品慕容貴嬪（未貶成）→正二品華妃→從一品皙華夫人→正二品慕容妃（甄嬛小產後玄凌降位褫奪封號）→正二品華妃→從七品慕容選侍（遭曹琴默告發罪行後玄凌降位）→從七品順選侍（諡號）→正三品順成貴嬪（追封） 曾為皇后之下第一人，因過於囂張跋扈且皇帝忌諱慕容家兵權而故意不令其有孕，最終透過甄嬛轉述得悉自己不孕的真相，實為長年使用玄凌賜給她含有大量麝香的「歡宜香」所致，於冷宮撞牆自盡，大封六宮時被追封為順成貴嬪。 | 電視劇中改成年羹堯之妹，本名為年世蘭的敦肅皇貴妃，居於翊坤宮。 |
| 沈眉莊        | 暢安宮存菊堂 棠梨宮瑩心殿                                        | 從五品沈小儀→正五品惠嬪→正四品沈容華→正七品沈常在（遭華妃陷害假孕，玄凌降位）→正四品沈容華→從三品沈婕妤→正三品惠貴嬪（太后下旨晉位）→從二品沈淑媛（和溫實初有孕後晉升）→正二品惠妃（难产时玄凌为安胎急晋升）→正一品德妃（追封）→正一品惠儀貴妃（追封）→昭惠懿安太后（新帝登基追封） 濟州都督沈自山之女，乾元十二年選秀入宮，與甄嬛為至情姊妹，後與溫實初私通後懷孕，將近足月時遭安陵容陷害受驚而胎氣大動，產下皇四子楚王予潤（為溫實初之子，后为太子，玄凌崩后登基为新帝）後血崩而逝，臨終前委託甄嬛代其照顧予潤。 | 電視劇中先為貴人，後因為被誣陷假孕爭寵被貶為答應，最後洗脫嫌疑後恢復貴人位分，並在後期陸續被加封為嬪及妃。生有一女靜和公主。前期居於咸福宮存菊堂，後居於碎玉軒。                           |
| 安陵容/安鸝容 | 明瑟居 長楊宮景春殿                                              | 從七品安選侍→從六品安美人→從五品安小媛→正五品安嬪→從四品安芬儀→正四品安容華→正三品安貴嬪→從二品安昭媛→正二品鸝妃（更名安鸝容）→正三品安貴嬪（未貶成）→正二品鸝妃（無宮人侍奉）→正三品鸝音貴嬪（追貶） 乾元十二年選秀入宮，因出身寒微一直以姓為封號，直至有孕封妃才得了「鸝」為封號；後皇帝賜名安鸝容（甄嬛故意為之，並藉機請旨大封六宮），與名字相同的封號至此也算不得封號了。初期與甄嬛情同姊妹，因為甄嬛故意讓陵容對甄嬛之兄甄珩死心（陵容對甄珩有特殊情感）而反目，派人在監獄中投入染有鼠疫的老鼠，造成甄珩的首任妻子薛茜桃與兒子甄致寧染疫身亡。後因謀害宮嬪事跡敗露後被終身幽禁於景春殿，服食大量苦杏仁自殺，臨死前托甄珩轉告甄嬛純元皇后死亡的秘密。                      | 電視劇中因遭皇后挑撥而與甄嬛反目，最後親自將純元皇后的秘密告知來探視她的甄嬛。居於延禧宮。                                                                                                 |
| 齊月賓        | 披香殿                                                           | 正三品端貴嬪→正二品端妃→ 正二品端妃（甄嬛封淑妃享從一品夫人之禮）→正一品端貴妃→端康貴太妃 武将世家，父亲为虎贲将军齐敷，开国元勋齐不迟之后。進宮最早，受皇帝指使送了安胎藥給華妃導致其小產，遭華妃強灌紅花絕育，其後因身體衰弱避世多年，直到華妃死後才漸漸涉足六宮往來，在曹氏死後養育溫儀帝姬。 正章帝即位尊为端康贵太妃，为诸太妃之首。正章八年薨，帝以太后命，上諡號曰端康庄静贵妃。葬乾陵贵妃陵寝。 | 電視劇中居於延慶殿，大封六宮時因甄嬛禮讓而晉為皇貴妃。新帝登基後尊為皇貴太妃，遷居慈寧宮。                                                                                                 |
| 馮若昭        | 暢安宮昀昭殿                                                     | 正四品馮容華→從三品馮婕妤→正三品敬貴嬪→從二品馮淑儀→正二品敬妃→ 正二品敬妃（甄嬛封淑妃享從一品夫人之禮）→正一品馮德妃→和敬德太妃 父亲馮参为齐洲知府，出身望族，幼承庭訓。曾與華妃同住宮室，因此受到歡宜香影響而沒有子嗣，應甄嬛請求代替她撫育朧月。 正章帝即位尊为和敬德太妃，正章四十三年薨，享壽八十一歲，諡曰和敬敦怡贵妃。葬乾陵贵妃园寝。 | 電視劇中居於咸福宮，大封六宮時晉為貴妃。新帝登基後尊為敬貴太妃，遷居慈寧宮。 |
| 徐燕宜        | 玉照宮空翠殿                                                     | 正八品徐采女→從六品徐才人→正六品徐貴人→從四品徐婉儀→正四品徐容華→從三品徐婕妤→正三品貞貴嬪→從二品徐淑容→正二品貞妃→從一品貞一夫人→貞怡太妃 甄嬛離宮後玄凌首次選秀時入宮，生有皇二子晋王予沛，产后便落下病根。身子孱弱，生性沉靜，頗通詩書，書中玄清與甄嬛所唱和之九張機其中的四張機便是由她而起，深愛玄凌，但卻不甚得寵愛，胡蘊蓉被廢後代為撫養和睦帝姬。 正章帝即位尊为贞怡太妃，正章十八年晋尊为贞怡淑太妃。正章四十年薨，上谥号曰贞怡温恪淑妃。葬乾陵妃园寝。 | 電視劇中無此角色，部份戲份由端妃吸收。 |
| 呂盈風        |                                                                  | 正三品欣貴嬪→從二品呂昭容→正二品欣妃→欣恭太妃 性格爽直，有話直說，生有淑和帝姬，大封六宮晉封欣妃為三妃之首。 | 電視劇中居於儲秀宮，大封六宮時晉為欣嬪。新帝登基後尊為欣太嬪，遷居慈寧宮。 |
| 胡蘊蓉        | 燕禧殿                                                           | 正六品昌貴人→正五品昌嬪→從四品胡德儀→正四品胡容華→正三品昌貴嬪→從二品胡昭儀→正二品昌妃（未封成）→從五品胡良娣（未貶成）→正二品敏妃→從一品莊敏夫人→正二品敏妃（莫愁歌事件/未貶成）→從一品莊敏夫人→正一品胡賢妃→從六品胡才人 乾元十七年入宫，生有和睦帝姬。外祖母為舞陽大長公主（皇帝玄凌的姑祖母），父亲胡雍长（从三品银青光禄大夫，隆庆十年被流放边疆），母親為晉康翁主，出身高貴，性情高傲，眼光放於皇后之位，瞧不起出身寒微之安陵容，并下药令其失声使其失宠。將玉隱和玄清的家書呈給皇上間接導致了玄清的死，試圖以天象扳倒甄嬛，但被朧月戳破妄稱其握玉璧而生的謊言，且其母行厌胜之术，而被廢為才人，後被甄嬛假傳旨意召往御前侍疾，但於上林苑被甄嬛設計，吸入柳絮哮喘發作而死。 | 電視劇中無此角色，部份戲份由劇中的瓜爾佳·文鴛（祺嬪）及夏刈吸收。 |
| 曹琴默        | 和煦殿                                                           | 正四品曹容華→從三品曹婕妤→正三品襄貴嬪→襄穆妃（追封） 生有溫儀帝姬，原為華妃一黨，性格沉穩心計頗深，為求帝姬前途與自保，華妃失寵後反咬一口揭發其罪行而得晉封，後遭甄嬛遣溫實初下藥毒殺。乾元二十三年大封六宮時追赠为襄穆妃，葬泰陵妃园寝。 | 電視劇中為太后與皇帝遣其貼身宮女下慢性毒藥而死。居於景陽宮。 |
| 葉瀾依        | 明苑 綠霓居                                                      | 正八品葉更衣→從七品葉選侍→正七品灩常在→正六品灩貴人→從五品葉小儀→正五品灩嬪 原為明苑馴獸女，出身低微只能逐級晉封，且因其出身而不被允許生下皇嗣，故每次侍寢後都必須服用藥物。因愛慕玄清而在初期敵視甄嬛，以愛貓團絨吸引眾多貓，害甄嬛被貓衝撞小腹而動了胎氣；又引誘甄嬛至綠霓居附近，以匕首恐嚇。後為報答昔年玄清救命之恩而守護甄嬛。玄清死後，在乾元二十八年皇帝生辰的天長節宴席中，試圖以金錢豹弒殺皇帝未果，身負數箭慘死。死後屍首被皇帝下旨碎屍萬段，棄屍荒野之中。 | 電視劇中身份改為圓明園的馴馬女，封號改為「寧」，被齊妃所害而失去生育能力。剧中改为暗中用迷情香及硃砂緩慢毒害雍正帝，於新帝登基後割腕自盡。居於春禧殿。                                     |
| 管文鴛        | 宓秀宮 棠梨宮 翠微宮采容殿 交蘆館 永巷                           | 正六品祺貴人→正五品祺嬪→從四品管順儀→從三品管婕妤→正三品祺貴嬪→正五品祺嬪（責打宮女遭玄凌降位）→從八品管更衣→庶人 羽林軍副都統之妹，因其兄於扳倒汝南王勢力之事有功，而以功臣家眷身分於乾元十五年十二月入宮，為福祥祺瑞四貴人之一。因皇后所赠之红玛瑙串，使其承宠多年却无子嗣。揭發甄嬛私通之事失敗，被貶為最末等更衣，之後更因管氏一族結黨營私、汙衊大臣之事被皇帝廢為庶人，家族也被以此事作藉口被玄凌整頓，為家人求情時遭雷擊死於雨中，屍首被拖去亂葬崗，印证所起之誓。 | 電視劇中更名為瓜爾佳·文鴛，最後遭蘇培盛私下令侍衛活活打死。居於儲秀宮。 |
| 湯靜言        |                                                                  | 從五品湯良娣→從四品湯順儀→正四品湯容華→正三品愨貴嬪（初有喜脈時加以封賞）→從二品湯昭儀→正二品愨妃→正一品恭愨賢妃（追封） 长安候汤伯约之女，但早已家道中落。生有皇長子齐王予漓，因皇長子天生頑劣不被皇帝待見，連累愨妃也長年無寵。初生皇長子時也是有寵的，但因心疼予漓與玄淩起了爭執，從此才失了寵。先在混乱中利用貓兒撲倒恬嬪，又在恬嬪的糕點裡摻了夾竹桃花粉令其小產，事發後自縊身亡，喪事辦得很是潦草。大封六宮時被追封為恭愨賢妃。 | 「愨」，取恭謹、敬謹之意，音ㄑㄩㄝˋ。 電視劇中為齊妃，為皇三子之生母。剧中夹竹桃粉是用于迫害甄嬛，且富察贵人（杜良媛）被猫攻击一事与她无关。                                               |
| 方淳意        | 棠梨宮                                                           | 正七品淳常在→從五品方良媛→正五品淳嬪（追封）→正二品淳憫妃（追封） 性格天真，愛吃東西，和甄嬛交好，後遭華妃謀害落水而亡後追封淳嬪，一切喪儀如貴嬪禮，乾元二十三年大封六宮時追封為淳憫妃。 | 電視劇中為滿軍旗出身，居於碎玉軒。 |
| 費雲煙        | 延禧宮 冷宮                                                      | 正三品麗貴嬪 華妃黨羽，對容貌頗為自負，容色豔麗，身量豐腴，是後宮裡僅次於華妃的美人，因而獲賜“麗”字為封號。華妃為引薦麗貴嬪侍奉皇上枕席，曾讓她在宓秀宮中住過兩三月。遭甄嬛嚇瘋後，在冷宮之中仍對玄凌稱讚自身姿色之事念念不忘。 | 電視劇中的麗嬪居於啟祥宮。 |
| 余 氏         | 虹霓閣 永巷                                                      | 從八品余更衣→正八品余采女→從七品余選侍→正七品妙音娘子→正七品余娘子→從八品余更衣 因冒替倚梅园中的甄嬛而得宠，又擅昆曲，遂由更衣晋位采女，選侍及娘子。因恃宠而骄遭褫夺封号，其后复位，再因欺凌甄嬛被降為更衣；受華妃利用，命花穗在甄嬛的湯藥下毒，因欺君罔上，玄凌賜她自盡，最終於冷宮被受到甄嬛唆使的侍衛用弓弦勒死，死狀悽慘。 | 電視劇中被安陵容唆使蘇培盛及小廈子以弓弦絞殺。 |
| 黎 縈         | 宓秀宮                                                           | 正六品福貴人→正五品福嬪→正三品福貴嬪 北門提督之女，因其父於扳倒汝南王勢力之事有功，而以功臣家眷身分於乾元十五年十二月入宮，為福祥祺瑞四貴人之一。玄凌念其一直安分守己，乾元二十三年大封六宮時冊為福貴嬪。 | 電視劇中僅於台詞提及，並未入宮。部份戲份由欣貴人吸收。 |
| 洛臨真        | 宓秀宮                                                           | 正六品瑞貴人→正五品瑞嬪→正二品昭節妃（追封） 京城令尹之女，因其父於扳倒汝南王勢力之事有功，而以功臣家眷身分於乾元十五年十二月入宮，為福祥祺瑞四貴人之一，遭管氏一族誣陷勾結甄氏一族，為表清白而自縊而死，乾元二十三年大封六宮時被追封為昭節妃。 | 電視劇中無此角色。 |
| 倪 氏         | 宓秀宮                                                           | 正六品祥貴人→正五品祥嬪→從八品倪更衣 都察院御史之女，因其父於扳倒汝南王勢力之事有功，而以功臣家眷身分於乾元十五年十二月入宮，為福祥祺瑞四貴人之一，和管文鴛一起被甄嬛鬥倒後打入冷宮。 | 電視劇中無此角色，部份戲份由瓜爾佳·文鴛（祺嬪）吸收。 |
| 周 珮         | 翠微宮麗夕閣 采容殿                                              | 正六品慶貴人→正五品慶嬪→正四品周容華→從三品周婕妤→正三品慶貴嬪 父為川蜀成州知府周息仁，模樣好，身量苗條，又會打扮。甄嬛離宮後玄凌首次選秀時入宮，和管文鴛同住宮室但不合，甄嬛回宮時主動投誠，並讓其母家協助甄嬛揭發安陵容之父安比槐收賄一事。乾元二十三年大封六宮冊為慶貴嬪。 | 電視劇中其戲份由欣貴人吸收。 |
| 江沁水        | 玉屏宮 芳心院                                                    | 正七品瑛常在→從六品江美人→正六品瑛貴人→正五品瑛嬪→從四品江婉儀→正四品江容華→從三品江婕妤→正三品瑛貴嬪 玉隱出閣後聯絡各家親王王妃，舉荐侍女入宮。平陽王府無王妃，便由先帝之莊和德太妃舉荐江氏，擅跳胡旋舞，生有懷淑帝姬（實為羽林郎陸離之女）。 | 電視劇中無此角色。 |
| 祝含芷        | 玉屏宮                                                           | 正七品珝常在→從六品祝美人→正六品珝貴人→正五品珝嬪→正三品珝貴嬪 玉隱出閣後聯絡各家親王王妃，舉荐侍女入宮，為清河王府送入宮中的侍女，原名「采芷」，後改「含芷」，擅昆曲。乾元二十三年冊為珝嬪。盛寵時曾為擅守邊疆的清河王求情，遭玄凌遷怒後失寵。 | 電視劇中改封號為「瑛」，擅長古箏，被皇三子單方面愛慕，事件曝光後雍正為了保護皇室名譽將其賜死。                                                                                             |
| 羅惜惜        | 玉屏宮                                                           | 正七品瑃常在→從六品羅才人→正六品瑃貴人→正五品瑃嬪 玉隱出閣後聯絡各家親王王妃，舉荐侍女入宮，為歧山王府送入宮中的侍女。擅彈月琴，嘴快无忌，性子活潑。 | 電視劇中無此角色。 |
| 榮赤芍        | 擁翠閣                                                           | 從八品榮更衣→從七品榮選侍→正七品餘容娘子→正六品餘容貴人→正五品榮嬪 本名慕容世芍，華妃之妹，慕容一族抄家後沒入永巷為奴，改名榮赤芍，先後於浣衣局勞作，後至凌波殿侍奉香燭，再成為貞妃的侍女，並於貞妃有孕時被玄凌看中封為宮嬪。玄凌因愧對華妃，所以對其很是寵愛與縱容。處處針對甄嬛，後毒害甄嬛和皇子予涵未果被玄凌賜死。 | 電視劇中無此角色，部份戲份分別由剪秋和貞嬪吸收。 |
| 杜佩筠        |                                                                  | 正六品恬貴人→從五品杜良媛（有孕）→正五品恬嬪（胎動不安，玄凌為了安撫而晉封）→正二品恬妃（追贈） 乾元十二年選秀入宮，很會撒嬌撒癡。初入宮時頗得寵愛，但恬貴人因寵愛索要無度，甚至劉良媛三番五次的起了爭執，因而不過月餘就已失寵。初有孕時，恃宠生骄，每每以身體不適為由將玄凌從其它妃嬪宮中請走。孕期時讓玄凌連續晉封其兩次（懷孕可晉封一次，生子才可再進封），造成六宮非議，懷胎四月時遭愨妃在如意糕中摻入夾竹桃花粉造成小產。後期在玄凌生辰（乾元二十八年三月初九）時被拉來擋住葉瀾依驅使之豹子，慘死爪下後因「護駕有功」而於三月二十五追贈為恬妃，葬泰陵妃园寝。 | 電視劇中無此角色，部份戲份由富察貴人吸收。 |
| 陸嘉懿        |                                                                  | 從二品陸昭儀→從四品陸順儀 早期妃嬪，在宮中一直安分守己，為九嬪之首，秦芳儀之遠房表姐，在甄嬛小產失寵後，在永巷遭秦芳儀說動而令甄嬛罰跪，後甄嬛復寵，秦芳儀被嚇瘋後，為免甄嬛報復自請降為順儀，搬去與秦芳儀同住。 | 電視劇中無此角色，部份戲份由齊妃吸收。 |
| 秦 氏         |                                                                  | 從四品秦芳儀 陸昭儀之遠房表妹，心性窄小，與陸昭儀在永巷給予甄嬛唾面之恥，甄嬛復寵後遭其以人彘故事嚇瘋。甄嬛讓人善待秦芳儀的飲食起居，只不許治好她的瘋病。 | 電視劇中無此角色，部份戲份被富察貴人吸收。 |
| 李婉墨        |                                                                  | 正二品李修容 早期妃嬪，有著豐厚的門第和家世。第一次提到李修容，是在注目馮淑儀時，提及有陸昭儀、李修容與她並列；第二次是恬嬪小產時，提到李修容也曾小產，和陸昭儀一樣早早便失寵。而李修容的手指像純元皇后，因而曾短暫獲寵。 | 電視劇中無此角色。 |
| 楊夢笙        | 復香軒                                                           | 從五品楊良娣→從四品楊芳儀→庶人→正三品恭靜貴嬪（追贈） 甄嬛離宮後玄凌首次選秀時入宮，頗得恩寵，端妃形容其是「連螞蟻都不捨得踩的女子，得寵是很應該的」。甄嬛回宮後遭安陵容以含有麝香之香囊陷害，玄凌降其為庶人，之後便吞金自殺以明志，宮女發現時已回天乏術。乾元二十三年大封六宮時被追贈為恭靜貴嬪，此為太后旨意，意味對安陵容之指控的推翻，使得孕中的安陵容很不安。 | 電視劇中無此角色。 |
| 劉令嫻        | 玉照宮                                                           | 從五品劉良媛→正五品慎嬪→從四品劉德儀→正四品劉容華→正三品慎貴嬪 對魚、蝦、麝香等物忌諱。與甄嬛同屆入宮的妃嬪，入宫时颇得恩宠，但也早早失寵，和貞妃徐燕宜同住一宮室，與甄嬛等人交好。後徐婕妤的身子逐漸見好，連同住的劉德儀也頗得了几分恩寵。乾元二十三年大封六宮，冊為慎貴嬪。 | 電視劇中無此角色。 |
| 傅如吟        |                                                                  | 從五品傅小儀→從四品傅婉儀→從三品傅婕妤→正三品婉貴嬪（未封成，行冊封禮前被賜死）→從三品傅婕妤 甄嬛離宮後玄凌二次選秀時入宮。恃宠而骄，不懂收敛，空有美貌和好胜之心，因相貌與甄嬛相似（與純元皇后也頗為相似）而受寵。眉莊為分散皇后等人對離宮後的甄嬛的注意力，便慫恿其爭寵。安陵容深知傅氏一心想要固寵，遂提供五石散給傅氏，並巧言使其誘玄凌服用，導致玄凌病重，也種下日後玄凌身體衰弱的種子。最後太后下令賜死。家族不得善终，全族获罪贬为庶人。 | 電視劇中無此角色。 |
| 趙仙蕙        | 萬春宮                                                           | 正五品韻嬪→正四品趙容華→從三品趙婕妤→正三品韻貴嬪 比甄嬛早一屆入宮，有著豐厚的門第和家世，然不甚得寵。乾元二十三年後宮大封，冊為韻貴嬪。因為會奉承皇后，所以皇后常常派她去陪侍玄淩，皇后失勢後又去奉承胡蘊蓉。玄淩病重時帶頭在寢殿門口哭，甄嬛命小允子打腫了她的臉，後因與她同住一宮的汪貴人和康嬪之事，遭甄嬛下旨封宮。 | 電視劇中無此角色，部份戲份被康常在吸收。 |
| 史移芸        | 棠梨宮西配殿 萬春宮                                              | 從六品史美人→正六品康貴人→從五品史良娣→正五品康嬪→從四品史順儀（未封成）→正五品康嬪 最信鬼神之說，有幾分姿色，尤其是鼻子，長得很是美麗。乾元九年入宫，比甄嬛早一屆入宮，同住棠梨宮。初入宮時封為美人，原先比较得宠，后来渐渐失宠，和妙音娘子起爭執時被關進了暴室。乾元二十三年大封六宮，冊為史良娣。玄淩病重時，與康嬪同住一宮的汪貴人有孕，康嬪跑去報喜，玄淩封她為順儀，後經查證汪貴人私通，被玄淩一巴掌差點打死，而後甄嬛下旨封宮。 | 電視劇中無此角色，部份戲份被欣貴人吸收。 |
| 汪 氏         | 萬春宮                                                           | 從七品汪選侍→正七品汪娘子→從六品汪美人→正六品汪貴人→從五品汪良娣（未封成）→正六品汪貴人 羊城知府嫡女，在甄嬛受封皇貴妃後的乾元二十九年四月選秀入宮。家中富足，買了宮外的男子裝在運水車中帶入宮中私通，懷孕後企圖冒充龍種但被查出，由端贵妃做主拿掉了汪贵人的孩子，後下旨封宮。 | 電視劇中無此角色。 |
| 穆景秋        |                                                                  | 正六品穆貴人→從五品穆良媛 甄嬛離宮後玄凌二次選秀時入宮，與傅如吟同屆。不甚得寵，曾在安陵容小产之后打扮得花枝招展请安而被皇帝训斥，安陵容失寵時她帶著嚴才人和仰順儀至景春殿胡鬧，後乾元二十三年玄淩大封六宮，冊為良媛。與仰氏交好，在其被廢去位份時曾求情但未果。 | 電視劇中為康常在。 |
| 嚴致秀        |                                                                  | 從六品嚴才人→正六品璘貴人 甄嬛離宮後玄凌二次選秀時入宮，與傅如吟同屆。不甚得寵，跟在穆貴人身後瞎鬧，後乾元二十三年玄凌大封六宮，冊為璘貴人。 | 電視劇中為貞嬪。 |
| 仰 氏         |                                                                  | 從四品仰順儀→花房宮女 甄嬛離宮後玄凌二次選秀時入宮，與傅如吟同屆。不甚得寵，宮宴時在玄淩面前批評倚梅園的梅花不好（倚梅園的梅花是玄淩和純元皇后親自一起種，而倚梅園又是玄淩初遇甄嬛之處），玄凌聞後大怒，將葡萄酒潑其身上，被直接廢去位份，貶到花房。與其交好之穆貴人求情，玄凌表示若仰氏可在盛夏種出水仙便免她此罪（水仙為冬令之花，盛夏無法種植），仰氏聽聞後暈厥，被拖出重華殿。甄嬛憶起仰氏只是如其從前般無知才觸怒皇帝，心有不忍，遂叮囑槿汐多照顧仰氏，勿讓其在花房受太多苦。 | 電視劇中無此角色。 |
| 衛 筠         | 怡春堂                                                           | 正六品瓊貴人 弘文馆從七品校郎卫步延之女，衛臨遠房親戚。乾元二十四年，由皇后挑選入宮，为同届秀女位份最高者，賜號「瓊」，時年十七。相貌有幾分似甄嬛（也像純元皇后），選秀時就頗得玄淩矚目，但入宮後第二日晚上未侍寢就失蹤了，後在距離京城七十里外處被發現遺體，全身布滿刀傷，後宮諸人皆以為甄嬛容不下衛氏，皇后遂以此為藉口誣陷甄嬛。 | 電視劇中無此角色。 |
| 姜 氏         | 綺望軒                                                           | 從六品姜美人→正六品姜貴人→從五品姜小媛 與瓊貴人同屆入宮，頗得恩寵，不久懷孕，但未足月便流產，她一口咬定是甄嬛送來的送子觀音圖裡藏有麝香，後經查證是被人陷害，小產后雖還得寵卻也大不如前。 | 電視劇中無此角色。 |
| 李 氏         |                                                                  | 從六品李才人→正六品玥貴人→從三品李婕妤 與瓊貴人同屆入宮，其家族素來與晉康翁主家有些淵源，又有些餘勢在朝中，迎入宮便賜了才人之位。初入宮時并不甚得寵，在姜小媛流產後得寵，被葉瀾依驅使之豹子扯掉一隻手臂，救活後形同廢人，因「護駕有功」被加封為從三品婕妤，遷居別宮，并封赏她父兄族人。 | 電視劇中無此角色。 |
| 孫 氏         | 景昌宮                                                           | 從六品孫才人 機敏俏麗，頗得恩寵。在玄淩病重時與侍衛私通。甄嬛只是將二人禁足，在玄淩死後便將二人私放出宮。 | 電視劇中為孫答應，被皇帝下令五馬分屍。 |
| 喬 氏         | 永巷                                                             | 從八品喬更衣→正八品喬采女→從七品喬選侍 原為華妃貼身宮女，對華妃言聽計從，年十六。華妃為對抗甄嬛，在行宮避暑時將喬氏獻給玄淩，華妃敗落被貶後她與華妃一起遷居永巷，撤了綠頭牌，從此不再侍寢。 | 電視劇中名為喬頌芝，為華妃近身侍女，後封為芝答應。 |
| 甘思雲        |                                                                  | 正一品甘德妃 比純元皇后晚一日入宮，嫉妒純元皇后得寵，屢屢出言不遜，後純元皇后難產而死，太醫說是懷孕期間受驚所致，玄淩怒極，下令甘氏和苗氏殉葬，累世不得追封。 | 電視劇中無此角色。 |
| 苗蓮芷        |                                                                  | 正一品苗賢妃 比純元皇后晚一日入宮，嫉妒純元皇后得寵，屢屢出言不遜。後因事被純元皇后罰跪而流產（純元皇后並不知道其有身孕）。後來純元皇后難產而死，太醫說是懷孕期間受驚所致，玄淩怒極，下令甘氏和苗氏殉葬，累世不得追封。 | 電視劇中僅於台詞提及，為雍親王側福晉。 |
| 芳 嬪         |                                                                  | 從六品才人→正六品芳貴人→從五品良娣→正五品芳嬪 在甄嬛入宮前就已失足小產，後被打入冷宮，甄嬛小產後命那里的老宮人特別照顧芳嬪，把她遷去乾淨一點的處所，一應的穿衣飲食出納皆由甄嬛宮中支給。 | 電視劇中僅於台詞提及，為芳貴人。 |
| 金 氏         |                                                                  | 從五品金良媛 甄嬛離宮後玄凌首次選秀時入宮，和徐燕宜、周珮、楊夢笙同屆，仗着皇上寵愛不長眼。後有了身孕，皇后磨碎桃仁放進她的杏仁茶裡導致難產血崩而死，母子雙歿。 | 電視劇中無此角色。 |
| 韋 氏         |                                                                  | 從六品韋才人 甄嬛離宮後玄凌首次選秀時入宮，和徐燕宜、周珮、楊夢笙同屆，祺貴嬪暗中使詐，令其莫名其妙犯了事，或死或廢。 | 電視劇中無此角色。 |
| 季 氏         |                                                                  | 正七品季常在 甄嬛離宮後玄凌首次選秀時入宮，和徐燕宜、周珮、楊夢笙同屆，祺貴嬪暗中使詐，令其莫名其妙犯了事，或死或廢。 | 電視劇中無此角色。 |
| 劉 氏         |                                                                  | 正八品劉采女 與瓊貴人同屆入宮，家中有些財勢。劉氏一向對姜氏得寵有怨言，後姜小媛流產，內務府的人便抓了她去慎刑司。 | 電視劇中無此角色。 |
| 任 氏         |                                                                  | 正七品任娘子 玄凌病重期間侍寢較多的嬪妃之一。 | 電視劇中無此角色。 |
| 李 氏         |                                                                  | 從七品李選侍 玄凌病重期間侍寢較多的嬪妃之一。 | 電視劇中無此角色。 |
| 劉 氏         |                                                                  | 正七品大劉娘子→從六品大劉美人 玄凌病重期間侍寢較多的嬪妃之一。 | 電視劇中無此角色。 |
| 劉 氏         |                                                                  | 正七品小劉娘子→從六品小劉美人 玄凌病重期間侍寢較多的嬪妃之一。 | 電視劇中無此角色。 |
| 梁 氏         |                                                                  | 從六品梁才人 潯陽出名的書香世家之女，後被華妃以梁氏以下犯上的名義，用宮刑「一丈紅」打成殘廢。 | 電視劇中為夏冬春。 |
| 汪軒媖        |                                                                  | 正五品睦嬪→從四品汪芬儀 乾元十二年選秀入宮，與甄嬛同屆。有著豐厚的門第和家世，因此一入宮便封為正五品睦嬪，為同屆秀女中位分最高者。但早早便失寵了，因此十幾年來位分一直未晉，直到乾元二十三年大封六宮時才被冊為汪芬儀。 | 電視劇中無此角色。 |

### 大周皇族
| 人物          | 居住處所                                                        | 簡介 | 備注 |
| 朱成璧        | 頤寧宮                                                          | 正二品琳妃→皇太后→昭成太后（追封） 純元皇后和溫裕皇后的姑母，隆慶帝第二女真寧長公主、第四子玄凌生母，清河王玄清之養母。隆慶帝時為琳妃，美貌僅次於舒貴妃和玉厄夫人，智謀卻遠在二人之上。與攝政王有不倫之戀，隆慶帝死後在攝政王的幫助下扶助其子玄凌繼位，自己成為太后，趕走舒貴妃，收養其子清河王，並親手誅殺攝政王。在玄凌意欲廢后時，以「朱門不得出廢后」為由阻止玄凌。於赫赫進犯大周時病逝。                                                  | 電視劇中更名烏雅·成璧，為康熙帝德妃，純元皇后與溫裕皇后之表姑母，居於壽康宮。 為隆科多初戀情人，卻被其設計送進宮以幫助其姊孝懿仁皇后爭寵。最後在雍正授意下親手將其毒殺。 電視劇中於玉嬈和允禧成親後便崩逝，後期部份戲份由雍正及端妃吸收。 |
| 隆庆帝        |                                                                 | 养母昭宪太后（一手策劃昭慧太后之死，而帝執意迎舒貴妃入宮，導致反目。逝後只與太后之號，只許葬入妃陵，後世不許累上尊號）。 生母昭慧太后（早逝於隆慶帝幼年）。 | 電視劇中為康熙帝，僅於台詞中出現。 |
| 真寧長公主    |                                                                 | 先皇二皇女，昭成太后朱成璧所出，與駙馬陳舜生下承懿翁主后便落下了病根，已有十數年未曾入京。 | |
| 承懿翁主      |                                                                 | 名陳慧生，真寧長公主唯一的女兒，甄珩的繼室。 | |
| 樂安長公主    |                                                                 | 真寧長公主皇姐。與駙馬狀元張先令相遇之事是宮中一段佳話。 | |
| 長寧帝姬      |                                                                 | 隆慶帝帝姬，生母早亡，自幼入道居住在長寧觀。 | |
| 隆慶帝八皇女  |                                                                 | 早薨。 | |
| 阮嫣然        | 安棲觀                                                          | 正二品舒妃→正一品舒貴妃→舒貴太妃→沖靜元師，金庭教主→昭舒太后（追封） 清河王玄清生母，原名移光，擺夷奴婢出身，身份低微卻美麗絕倫，隆慶帝納她為妃，入宮後得專寵。生下清河王後加封為貴妃，為保玄清一生平安，隆慶帝駕崩後被迫出宮修行。與浣碧生母何綿綿相識，因此在見到與其母頗為神似的浣碧時一眼便知其身分。番外篇中提及新帝繼位後追封其為昭舒太后，與隆慶帝合葬。                                                                                | 電視劇中同樣為舒妃，即純裕勤妃。 |
| 欽仁淑太妃    |                                                                 | 正二品宜妃→欽仁太妃→欽仁淑太妃→欽仁太皇淑太妃 隆慶帝長子岐山王玄洵生母，在諸太妃中身份尊貴自然不言而喻，隆慶帝駕崩後尊為欽仁太妃，後玄淩為祈太后安康，給後宮太妃上尊號，由於清河王生母舒貴太妃尚在人間，所以尊欽仁太妃為欽仁淑太妃，居後宮太妃之首，玄淩駕崩後，新帝繼位，又尊其為欽仁太皇淑太妃，一生榮華。 | |
| 莊和德太妃    |                                                                 | 莊和太妃→莊和德太妃 隆慶帝第五子生母，第九子玄汾養母，其親生子早殤，不甚得寵，隆慶帝駕崩後尊為莊和太妃，後玄淩為祈太后安康，給後宮太妃上尊號，尊其為莊和德太妃，一生榮華。 | |
| 順陳賢太妃    |                                                                 | 正五品恩嬪→順陳太妃→順陳賢太妃 隆慶帝第九子玄汾生母，原本是繡院的宮女，出身微寒，容貌既遜，性子隨和，不甚得寵，終隆慶帝一朝，其位份不過是恩嬪，兒子由莊和太妃撫養，隆慶帝駕崩後，母憑子貴尊為順陳太妃，後玄淩為祈太后安康，給後宮太妃上尊號，因其出身寒微而只是加以禮遇，未賜封號，直到其子玄汾成婚時才加封為順陳賢太妃。 | 電視劇中為熙太嬪。 |
| 玉厄夫人      |                                                                 | 汝南王玄濟生母，博陵侯之幼妹，出身高貴。曾經很得隆慶帝寵愛，後來因博陵侯造反受到牽連，又嫉妒舒貴妃得寵而口出怨言，逐漸失寵。病逝後無追封，直到多年後玄淩迫於形勢，為穩定汝南王，下旨追封其生母玉厄夫人為思肅賢太妃，遷入太廟供奉香火。 | |
| 玄 凌         | 儀元殿 颢阳殿                                                   | 先帝皇四子→大周皇帝→聖神章武孝皇帝（廟號憲宗） 年號「乾元」｡ 乾元三十年七月十一，於顥陽殿駕崩，得年四十三，謚曰聖神章武孝皇帝，廟號憲宗。深愛純元皇后，將甄嬛當成了純元皇后的替身。 | 電視劇中為雍正帝，居於養心殿。 |
| 玄 清         | 鏤月開雲館 清涼台 清河王府                                      | 清河王，先帝皇六子，生母為舒貴妃。與甄嬛相愛，後皇帝妒恨且起疑而命甄嬛親手毒殺，死後由皇三子（实为亲子）予涵过繼清河王府。 | 電視劇中為康熙帝十七子允禮。 |
| 浣碧(甄玉隱） | 甄府 棠梨宮瑩心殿 甘露寺 凌雲峰 未央宮柔儀殿 清河王府東側積珍閣 | 甄嬛之陪嫁侍女，也是甄嬛同父異母的妹妹，後改名甄玉隱，使計以甄家二小姐身份嫁給玄清為側妃，入清河王府後享正妃禮遇及主事之權，人稱隱妃。宮宴時利用榮嬪赤芍折斷之指甲中的鶴頂紅粉末摻入蔘湯，於尤靜嫻產後假借探望名義使其服下，成功毒害尤氏並撫養予澈。乾元二十七年玄清死後，爬進玄清的棺木抱屍咬舌而死。 | 電視劇中改名為鈕祜祿．玉隱，嫁為果郡王側福晉，於果郡王出殯當日撞棺殉夫。 |
| 尤靜嫻        | 清河王府西側                                                    | 沛國公之女，擅箜篌。幼時曾與玄清見過一次，愛慕其已久。因玄清未允太后指婚，尤氏亦不肯下嫁他人，後聞玄清欲娶浣碧而因痛致病，其父不忍，上書玄凌，情願女兒以妾侍之位侍奉左右，終得嫁與玄清為側妃，人稱靜妃。入府後察覺玄清所愛之人實為甄嬛，而逐漸模仿甄嬛衣著舉止，於玄清醉酒時求得一子。在元宵宮宴中誤食被榮嬪下毒的旋覆花湯而中毒早產，產下清河王世子予澈後，被玉隱(浣碧)在蔘湯中加重毒藥劑量而死。其子在玄清死後由玄凌下旨交由平陽王夫婦撫養。 | 電視劇中更名為孟靜嫻，誤食剪秋摻入鶴頂紅的湯羹，產子後毒發身亡。 |
| 玄 汾         | 平陽王府                                                        | 平陽王，先帝皇九子，生母為恩嬪（先帝薨後封順陳太妃，玄汾娶玉嬈為妃後加封順陳賢太妃）。娶甄嬛之妹玉嬈為妻，大婚時被賜食邑十萬戶。後由養子予澈繼嗣王府，新帝登基後秉輔政之責。 | 電視劇中為康熙帝二十一子允禧。 |
| 甄玉嬈        | 甄府 未央宮永寶堂 平陽王府                                      | 甄嬛的四妹，平陽王妃，正一品嘉國夫人。在甄嬛遭管文鴛誣陷和溫實初有染時出面維護長姊，因容貌更似純元皇后而讓玄凌一度欲納其為妃，後與平陽王玄汾在宮中邂逅並相戀，終獲玄凌賜婚。婚後膝下僅有一女，收養玄清的兒子予澈為繼嗣。 | 電視劇中為甄嬛三妹，出嫁時更名鈕祜祿．玉嬈。 |
| 玄 濟         |                                                                 | 襄城王→汝南王 先帝皇三子，後被玄凌肅清，同王妃賀氏、世子予泊、慶成宗姬被廢為庶人。 | 電視劇中為康熙帝十子敦親王允䄉。 |
| 賀 氏         |                                                                 | 汝南王妃。生世子予泊、慶成宗姬。 | 電視劇中為敦親王福晉博爾濟吉特氏。 |
| 玄 洵         |                                                                 | 岐山王，雖為先帝長子，但喜愛玩樂，本性風流，無政治野心。 | 電視劇中為康熙帝五子允祺。 |
| 予 漓         |                                                                 | 皇長子，後封齊王，為愨妃所生，後由温裕皇后撫養，娶隋國公養女許怡人為正妃。 | 電視劇中為皇三子弘時。 |
| 許怡人        |                                                                 | 隋國公夫人養女，原為胡蘊蓉欲於選秀時舉薦給玄凌的秀女，在上林苑與齊王予漓相遇，與其相戀而成其正妃。 | 電視劇中部份戲份由瑛貴人吸收。 |
| 予 沛         |                                                                 | 皇次子，後封晉王，貞妃所生，比予涵早一刻鐘誕生。甄嬛曾在祺嬪（管文鴛）告發私通時，遣人將其偷抱來冒充予涵滴血認親。 | 電視劇中無此角色。 |
| 予 涵         |                                                                 | 皇三子，後封趙王，实为甄嬛與清河王玄清之子，與靈犀帝姬為龍鳳胎，后过继给生父清河王，其孙入继大统。 | 電視劇中為皇六子弘曕。 番外篇中改由其登基為帝。 |
| 予 潤         |                                                                 | 皇四子，後封楚王，实为沈眉莊與溫實初之子，後封皇太子，玄凌崩后登基為帝，为避兄弟名讳更名为纾润。後斷嗣。 | 電視劇中改為皇女靜和公主，新帝為雍正帝第四子弘曆。 |
| 淑和帝姬      |                                                                 | 皇長女，小字雲霏，欣妃所生。成年後尚駙馬。 | 電視劇中曾在對話中提及但未登場。 |
| 溫儀帝姬      |                                                                 | 皇次女，小字良玉，襄妃所生，後由端妃撫養。成年後尚駙馬。 | 電視劇中更名溫宜公主。 |
| 朧月帝姬      |                                                                 | 皇三女，小字綰綰（綰＝ㄨㄢˇ ，與純元皇后小字同音），甄嬛所生，番外篇中遠嫁赫赫和親，育有三子一女。 | |
| 和睦帝姬      |                                                                 | 皇四女，小字珍縭，胡蘊蓉所生，後由貞妃撫養。番外篇中由於甄嬛深恨胡蘊蓉，導致年過二十還未出嫁，後代替雪魄帝姬尚駙馬樓歸遠（永州都督的長公子，正二品嘉州防禦使）。 | 電視劇中無此角色。 |
| 靈犀帝姬      | 琅华殿 飛霜殿                                                   | 皇五女，小字韞歡，实为甄嬛與玄清之女，與趙王予涵為龍鳳胎。番外篇中因愛上予澈被知曉內情的甄嬛阻撓，最後在宫内出家。 | |
| 懷淑帝姬      |                                                                 | 皇六女，小字子佩，实为江沁水和羽林郎陸離之女。 | 電視劇中無此角色。 |
| 雪魄帝姬      | 芳菲殿 京城右嵯峨峰                                             | 皇七女，小字芊羽，实为甄嬛與玄清之女。 番外篇中因愛上宋懌灃而不願下嫁樓歸遠，最後選擇離宮出家。 | 電視劇中無此角色。 |
| 予 澈         |                                                                 | 玄清長子，尤靜嫻所生，後因父母雙亡由玉嬈撫養，繼嗣平陽王府。 | 電視劇中更名元澈。 |
| 謝 潤         | 鳳儀宮                                                          | 堇妃→堇貴妃→皇后 予涵之後宮佳丽，與其兩情相悅，出身寒微，但甄嬛屬意其執掌鳳印。生有靈素帝姬、皇長子。 | 番外篇的角色。 |
| 殷月鏡        |                                                                 | 懋妃 予涵之後宮佳丽，出身世家。心思澄澈看得通透，安分守己。 | 番外篇的角色。 |
| 璟 嬪         |                                                                 | 璟嬪→庶人 予涵之後宮佳丽，欽仁太皇淑太妃之族人，妒恨謝潤得寵，於燕窩羹中下砒霜毒害謝潤未果，被廢入冷宮。後闖入頤寧宮意圖刺殺謝潤，傷及雪魄帝姬，獲甄嬛下旨以弓弦絞死。生有慶福帝姬。 | 番外篇的角色。 |
| 張 氏         |                                                                 | 張小儀→禧嬪 予涵之後宮佳丽。 | 番外篇的角色。 |
| 徐 氏         |                                                                 | 徐美人→恂貴人 予涵之後宮佳丽。 | 番外篇的角色。 |
| 慶福帝姬      |                                                                 | 予涵長女，璟嬪所生，後由和敬德太妃撫養。 | 番外篇的角色。 |
| 靈素帝姬      |                                                                 | 予涵次女，小字心素，謝潤所生。 | 番外篇的角色。 |
| 茂成宗姬      |                                                                 | 宗室女，封為金山公主，後嫁於英格大汗為大妃。 | |
| 先朝楊淑妃    |                                                                 | 出宮修行，老死宮外，再無回宮，愛物是一把邏檀木製成的燒槽琵琶，弦是以西越國所貢的淥水蠶絲製成，後由太后賜給朧月帝姬。 | |
| 祝修儀        |                                                                 | 隆慶帝妃嬪，居承光宮。為迎舒貴妃入宮一事率一宮宮嬪哭諫，先帝大怒，下旨封宮，到清河王五歲那年才放出來。 | |
| 太祖梁粹妃    |                                                                 | 屠户之女，因有孕封妃，但被廢出宮修行，再無回宮，早逝。 | |

### 其它角色
| 人物         | 簡介 | 備注                                                                            |
| 崔槿汐       | 服侍钦仁太妃→棠梨宮掌事宮女→正七品順人→正五品溫人→正三品恭人→正二品慎人→正一品尚儀 永州人，甄嬛之侍婢，是陪伴甄嬛到最後的人，與皇帝的近身太監李長對食，後來玄凌親賜給李長為妻。 |                                                                                 |
| 流 朱        | 甄嬛之陪嫁侍女，聰明伶俐又極為衷心。甄嬛禁足時為求侍衛開門請太醫，最後撞死於看守棠梨宮的侍衛刀下。 |                                                                                 |
| 溫實初       | 太醫，起初愛慕甄嬛，後與沈眉莊相愛，並與沈氏育有一子予潤。在甄嬛因「鉤戈女禍」流言被困時，幫助朧月戳破了胡蘊蓉的謊言。 |                                                                                 |
| 衛 臨        | 太醫，溫實初的徒弟，為人精明。溫實初去看守沈眉莊梓宮後得甄嬛倚重，後為太醫院之首。 |                                                                                 |
| 李 長        | 皇帝的近身太監，與槿汐對食。後經由玄凌賜婚和槿汐成為夫妻。 | 電視劇中更名蘇培盛。                                                            |
| 甄遠道       | 吏部侍郎→正二品吏部尚書→江州刺史 甄嬛之父。娶妻雲氏，生甄珩、甄嬛、甄玉姚及甄玉嬈。與何綿綿育有一女浣碧。 |                                                                                 |
| 雲辛蘿       | 正三品平昌郡夫人→正二品樂平府夫人 甄嬛之母。甄遠道之妻，生甄珩、甄嬛、甄玉姚及甄玉嬈。 |                                                                                 |
| 甄 珩        | 奉國將軍→正五品督給事中兼奉國將軍→兵部侍郎、羽林軍督統兼翰林院侍講學士 甄嬛之兄，字質成，嫡妻薛氏。曾立戰功，甄家敗落後被流放嶺南，後被安陵容派去的人告知其妻與子早已因鼠疫慘死獄中，故而大受打擊以致精神失常。甄嬛在甘露寺復寵後，其被接回京城醫治。病癒後在宮中偶遇真寧長公主的女兒承懿翁主陳慧生，後者成為其續弦｡                 | 電視劇中此角色被刪。                                                            |
| 薛茜桃       | 正六品命婦新平縣君 甄嬛之嫂，甄珩嫡妻，育有一子致寧，在獄中被安陵容投下的疫鼠所咬，母子染疫無法得到救治而去世。 | 電視劇中無此角色。                                                              |
| 甄致寧       | 甄珩與薛茜桃之子，甄嬛之姪，在獄中被安陵容投下的疫鼠所咬，母子染疫無法得到救治而去世。 | 電視劇中無此角色。                                                              |
| 甄玉姚       | 甄嬛的三妹，原本與管文鴛之兄管溪訂親並對其用情頗深，但管家卻只是將利用她做為扳倒甄家的棋子，在被退婚並得知事實後一度心灰意冷欲尋短見，被甄嬛阻止，長年閉鎖於印月軒中修佛，後代替甄嬛隨摩格回赫赫，先為西帳閼氏，生下一女後被拔擢為赫赫大妃。                                                                                         | 電視劇中無此角色，而是雍正帝直接拒絕摩格讓甄嬛和親之要求。                      |
| 摩 格        | 赫赫之新可汗，欣賞甄嬛，要求玄凌讓其和親，後娶甄嬛之三妹玉姚為妃。 | 於電視中更改為準噶爾汗國之新可汗。                                              |
| 朵蘭哥       | 西越公主，摩格之東帳閼（ㄧㄢ ）氏，出身高貴，誕下數子，後歿。 | 電視劇中無此角色。                                                              |
| 莫 言        | 甘露寺的尼姑，面惡心善。因生下兩個女兒被丈夫嫌棄並被丈夫活活淹死剛出生的小女兒，故而帶長女阿奴離家後便出家為尼，厭惡男性。對出宮修行的甄嬛頗為照顧，後因得悉女兒遭玷污，從此更為厭惡男性。甄嬛回宮前夕請求其帶阿奴入宮，並被甄嬛指為寺監，望其糾正甘露寺的不正風氣。在管文鴛誣陷溫實初和甄嬛私通的事件中，作證證明甄嬛的清白。       |                                                                                 |
| 靜 白        | 甘露寺的尼姑，靜岸師妹。在甄嬛出宮期間屢次加以欺凌。甄嬛回宮前夕賞其一頓板子，以報昔年被誣陷偷盜燕窩一事。後和斐雯及管文鴛誣陷溫實初和甄嬛有私不成，與斐雯同被處以割舌和杖斃之刑。 |                                                                                 |
| 靜 岸        | 甘露寺住持，心腸太過慈軟。回宮前夕甄嬛贈與其兩本手抄太平經以表謝意。 |                                                                                 |
| 鳶羽兒       | 鸝妃身邊侍奉洗浴的宮女，被皇上臨幸未給位分而被宫中人欺負。為討安氏歡心以謀名分，被甄嬛指點每日在安氏寢殿內放狐尾百合清心安神。安氏生辰當日，甄嬛命人將沾有迷情香的狐尾百合放在湖邊，讓其放入安氏寢殿，從而達成陷害安氏小產的目的。                                                                                                   | 電視劇中無此角色。                                                              |
| 花 宜        | 本名阿奴，莫言之女，母親出家後於山腳下渡舟維生，卻遭男性強暴，被甘露寺指為不潔之人而拒於門外。後於甄嬛回宮時隨其入宮，甄嬛賜名花宜，並且在浣碧嫁給玄清後成為甄嬛的貼身宮女。擅長聽壁腳。 | 電視劇中無此角色，部份戲份由小允子吸收。                                        |
| 婓 雯        | 未央宮宮女，因甄嬛產後開窗被玄凌罰掌嘴而對甄氏懷恨在心，後被管文鳶（或皇后）收買，答允若其誣陷甄嬛與溫實初有私之事成，便保薦其成為玄凌的選侍。誣陷失敗後被拔除舌頭並杖斃。 |                                                                                 |
| 宋懌灃       | 番外篇的角色，法號持逸，本是京華才子，喜歡雪魄帝姬，後離開。 |                                                                                 |
| 夏月菁       | 秀女、新涪司士參軍千金 選秀前因安陵容無心打破茶盏被茶水潑濕衣服而為難安陵容。後來選秀落敗沒有被選入宮中。 | 電視劇中戲份由夏冬春吸收。                                                      |
| 鄴芳春       | 秀女、江蘇鹽道鄴簡之女。乾元十二年入宮選秀，時年十八。 |                                                                                 |
| 孫妙清       | 秀女、蘇州織造孫長合之妹。乾元十二年入宮選秀，時年十七。 | 電視劇中改為孫妙青，因殿前失儀被雍正勒令永久不得再選秀。                        |
| 傅小棠       | 秀女、宣城知府傅書平之女。乾元十二年入宮選秀，時年十三。 |                                                                                 |
| 芳 若        | 教引姑姑→侍奉太后→正五品溫人 甄嬛及安陵容的教引姑姑。 |                                                                                 |
| 繪 春        | 皇后貼身婢女，後期因皇后殿中用度與內務府記錄不符一事，被嚴刑夜審過程中吐露純元皇后遭陷害的真相。 |                                                                                 |
| 剪 秋        | 皇后貼身婢女，後期因皇后殿中用度與內務府記錄不符一事，被嚴刑夜審過程中因無法忍刑咬舌自盡。 |                                                                                 |
| 繡 夏        | 皇后貼身婢女，後期因皇后殿中用度與內務府記錄不符一事，被嚴刑夜審過程中吐露純元皇后遭陷害的真相。 | 電視劇中無此角色。                                                              |
| 染 冬        | 皇后貼身婢女，在管文鴛陷害甄環和溫實初有染之事中，為滴血驗親的水遭摻入明礬一事替皇后頂罪，而被皇上以年老體邁為由解職。 | 電視劇中無此角色，戲份由繪春吸收。                                              |
| 林 氏        | 梨園琴苑宮女，年方十八，父母双亡，长得很有几分颜色。皇上從掖庭選出賜與赫赫可汗和親的宮女。 | 電視劇中無此角色。                                                              |
| 顧佳儀       | 留歡閣名妓。與安陵容有兩分相似，爱上甄珩，後因愛生恨，遭管路說動陷害甄氏一族，得知真相後後悔不已，留下證明甄氏一族清白的血書給甄嬛之後黯然離去。 | 電視劇中無此角色。                                                              |
| 燕 兒        | 陸昭儀侍女，陸昭儀自請降為順儀後去欣貴嬪處當差。 | 電視劇中改為翠果，並吸收部分戲份，最後被推落荷花池。                            |
| 秀 珠、秀 沁 | 楊芳儀陪嫁宮女，楊芳儀吞金自殺後被甄嬛安排到儀元殿伺候茶水點心，藉以引起玄凌對楊氏的思念。 | 電視劇中無此角色。                                                              |
| 菊 清        | 初為甄嬛婢女，與晶清情同姊妹，後為安陵容婢女。甄嬛出宮後，安氏宣稱其因腸癆暴斃，實則遭安氏毒死。 |                                                                                 |
| 晶 清        | 初為甄嬛婢女，與菊清情同姊妹，後為徐燕宜婢女，再為周珮管事宮女。管氏與周珮爭寵，稍有不順便拿晶清出氣。甄嬛回宮後周珮意圖投誠，甄嬛私下透過其確認周氏確實與管氏交惡。管氏被降位禁足後，玄凌命周氏給晶清治傷並擔任管事宮女。因擔心徐燕宜多思憂身，在徐氏禁足時懇求甄嬛能至翠微宮探望徐氏是否安好。                                     | 電視劇中無此角色，戲份由佩兒吸收。                                              |
| 花 穗        | 棠梨宫宫女，原是余更衣身邊的宮女，後因與小印子一起協助余氏給甄嬛下毒被處死。甄嬛念其曾伺候自己一場，命槿汐買棺木好生安葬。 |                                                                                 |
| 瓊 脂        | 燕禧殿掌事宮女。原為胡蘊蓉之母晉康翁主的陪房，後為胡氏陪嫁，得玄凌恩旨做掌事宮女。 | 電視劇中無此角色。                                                              |
| 瓊 羅        | 瓊脂之妹。廚藝極佳，原在純元皇后有孕時伺候，純元薨後被遣出宮。 | 電視劇中無此角色。                                                              |
| 井如良       | 太醫。由晉康翁主府舉薦入宮，負責照顧胡氏母女。 | 電視劇中無此角色。                                                              |
| 卜太醫       | 太醫。奉玄凌旨意診治精神失常的甄珩，但其以「此人終究是朝廷的罪人」一由，敷衍了事不肯認真醫治，後被皇帝下旨流放。 | 電視劇中無此角色。                                                              |
| 邵太醫       | 太醫。後期很得玄凌信任，後被甄嬛以侍奉玄凌不力並使其勞心為由，命侍衛取其性命。 |                                                                                 |
| 何綿綿       | 浣碧生母。擺夷人，原名碧珠兒，罪臣之後，家族永世沒入奴籍。與甄遠道育有一女浣碧，在浣碧出生後去世。因思念甄遠道，遂改名為綿綿，取「青青河邊草，綿綿思遠道」之意。 |                                                                                 |
| 積 雲        | 舒太妃婢女。擺夷人，原名阿雲。 |                                                                                 |
| 江穆煬       | 太醫。為江穆伊異母胞兄，兩人不睦。擅長婦科。 | 電視劇更名為江慎。                                                              |
| 江穆伊       | 太醫。為江穆煬異母胞弟，兩人不睦。負責照顧曹氏母女。 | 電視劇更名為江誠。                                                              |
| 劉 畚        | 太醫。被華妃收買陷害沈氏假孕爭寵。 |                                                                                 |
| 翠 雨        | 淳兒婢女。淳兒死後被甄嬛收留。 | 電視劇更名為雨兒。                                                              |
| 小允子       | 甄嬛內監。 |                                                                                 |
| 小連子       | 甄嬛內監。 | 電視劇中無此角色，戲份由小允子吸收。                                            |
| 小印子       | 甄嬛內監。康祿海徒弟，後一齊投靠麗貴嬪，被麗貴嬪指去余氏處當差，幫助余氏送藥毒害甄嬛，事敗後和花穗一起被杖斃，甄嬛命槿汐買薄棺好生安葬。 |                                                                                 |
| 康祿海       | 棠梨宮首領內監。為人勢利，見甄嬛不得寵便求麗貴嬪收留，又在甄嬛得寵後表明想跟回舊主的心思，最後兩邊不討好，回不了棠梨宮，亦被麗貴嬪冷落。 |                                                                                 |
| 佩 兒        | 甄嬛婢女。甄嬛出宮後不小心說出朧月的生母為甄氏，皇上怒而下令杖斃。 |                                                                                 |
| 朱茜葳       | 皇后朱宜修堂兄太學禮官朱衡銘之女，朱府八小姐，予漓表妹。選秀落敗。 | 電視劇中改為烏拉那拉‧青櫻，後被指為時為四阿哥弘曆的側福晉，弘曆登基後冊為嫻妃。 |
| 小廈子       | 李長徒弟，後效忠胡蘊蓉。 |                                                                                 |
| 小 尤        | 李長徒弟。 | 電視劇中無此角色。                                                              |
| 燕 兒        | 陸昭儀宮女。陸昭儀自請降位後，甄嬛感念燕兒昔日對自己被罰跪及唾面之辱的同情，吩咐姜忠敏將她送去欣貴嬪處當差。 | 電視劇中改為齊妃的宮女翠果，最後被溺死於荷花池中。                              |
| 肅 喜        | 服侍慕容選侍的宮人，實為端妃安排的人。 |                                                                                 |
| 管 路        | 管文鳶之兄，甄珩同僚，羽林軍副督統。誘顧佳儀及宮中之人共同陷害甄家。聽聞管家破敗後，在獄中絕望自裁。 | 電視劇中為瓜爾佳‧文鳶之父鄂敏，於獄中自裁。                                     |
| 管 溪        | 管文鳶之兄。假意愛慕甄玉姚，與甄家提親後，利用與其私下往來的書信，得知甄家父兄常往來的對象及官場之事，藉以陷害甄家。甄家被流放江州之日娶懷州曹判之女蔣氏為妻，有多房妾室。 | 電視劇中無此角色。                                                              |
| 慕容迥       | 慕容世蘭之父。慕容家破敗後被斬。 | 電視劇中改為年遐齡。                                                            |
| 慕容世松     | 慕容世蘭之兄。慕容家破敗後被斬。 |                                                                                 |
| 慕容世柏     | 慕容世蘭之兄。慕容家破敗後被斬。 |                                                                                 |
| 宋 嵌        | 棠梨宮侍衛→長楊宮侍衛 流朱死於其刀下。後在長楊宮當差，被槿汐認出後以瀆職為由打發去暴室。 |                                                                                 |
| 寶 鵲        | 安陵容婢女。在管文鴛誣陷溫實初和甄嬛私通的事件中，受指使向沈眉莊通報該事件，導致沈眉莊受驚早產血崩致死。事件過後被玄凌下令杖斃。 |                                                                                 |
| 寶 鵑        | 安陵容婢女。 |                                                                                 |
| 寶 鶯        | 安陵容婢女。 | 電視劇中無此角色。                                                              |
| 季惟生       | 欽天監，小允子的同鄉。被甄嬛派遣小允子請其進宮向玄凌進言，在「危月燕衝月」的事件讓徐燕宜獲得解禁。在朱宜修被鬥倒後，預言胡蘊蓉有「凌雲之相」，宣稱連日暴雨是因為宮裡具有高地位且與玉相關的女子所致，導致甄嬛被禁足。胡蘊蓉被甄嬛設局倒台後，有感自己在宮裡擔任欽天監前途有限，後甄嬛向玄凌聲稱自己不喜歡他，在玄凌的安排下調職出宮。 |                                                                                 |

## 小說相關

#### 大事年表
| 乾元年份 | 大事 |
| 元年     | 玄凌登基，大婚。 |
| 九年     | 選秀（趙仙蕙、史移芸入宮）。 |
| 十一年   | 6/19 曹容華生皇二女溫儀帝姬。 |
| 十二年   | 選秀，共十五人入宮（甄嬛、沈眉莊、安陵容、方淳意、杜佩筠、汪軒媖、劉令嫻、梁氏）。 |
| 十三年   | 1/2 余氏封更衣。 余氏晉采女、選侍、妙音娘子。被褫奪妙音封號。 余氏降為更衣、甄嬛晉莞嬪。 沈眉莊溺水。 4/18 甄嬛晉婉儀。 甄嬛被余氏毒害。 余氏被賜死。 麗貴嬪被打入冷宮。華妃失協理六宮之權。 沈眉莊晉容華、曹琴默晉婕妤、甄嬛晉婕妤。 沈眉莊被誣陷假孕降為常在並禁足。 安陵容晉美人。 溫儀帝姬被木薯粉毒害。 12/9 方淳意晉良媛、史移芸晉貴人。 |
| 十四年   | 恬貴人有孕。 時疫爆發。沈眉莊復位容華。 華妃復協理六宮之權、馮若昭晉敬妃。 甄嬛初次有孕、晉莞貴嬪。 方淳意去世，追封淳嬪。 甄珩封奉國將軍、娶薛茜桃為正室。 華妃晉皙華夫人。 杜良媛小產。愨妃去世。 六月甄嬛小產。慕容世蘭被廢夫人位份，褫奪封號降為妃，去協理六宮之權。甄嬛失寵。 七月安陵容晉小媛。 甄嬛復寵。                               |
| 十五年   | 秦氏發瘋、陸昭儀自請降為順儀。 薛茜桃有孕。 慕容妃復華妃。 喬氏晉采女。 甄嬛被貶無樑殿。 薛茜桃生甄致寧。 甄嬛復起，慕容家破敗。 華妃被廢封號，降為選侍，遷居永巷。 12/12 管文鳶、洛臨真、黎縈、倪氏入宮｡ 12/23 曹琴默晉襄貴嬪。 12/27 慕容世蘭去世｡                                                                                           |
| 十六年   | 襄貴嬪去世，追封襄妃、端妃撫養溫儀帝姬。 2/12 安氏晉芬儀、甄氏晉昭儀未成。 甄嬛第二次有孕、甄家破敗、甄遠道遠放川北貶為江州刺史、甄珩充軍嶺南、薛茜桃與致寧去世。 9/16 甄嬛生下皇三女朧月帝姬，三日後出宮，入甘露寺修行。 十月選秀，共十八人入宮（徐燕宜、周珮、楊夢笙、金氏、韋氏、季氏）。 胡蘊蓉入宮。                                      |
| 十七年   | 昌嬪有孕，生皇四女和睦帝姬後晉德儀。 甄嬛遷居凌雲峰禪房。 |
| 十九年   | 6/2 選秀，共五人入宮（傅如吟、穆景秋、嚴致秀、仰氏）。 初識摩格。 |
| 十九年   | 傅如吟被賜死。 |
| 二十年   | 葉瀾依入宮。 |
| 二十一年 | 甄嬛第三次有孕。 甄嬛復寵。 徐燕宜有孕。 五月甄嬛冊封為莞妃、回宮。 楊夢笙被廢為庶人、去世。 8/15 徐燕宜生皇二子予沛；甄嬛生皇三子予涵、皇五女靈犀。 9/16 甄嬛晉莞淑妃，徐燕宜晉貞貴嬪。 9/17 榮赤芍晉選侍、餘容娘子。 趙仙蕙晉婕妤，周珮晉婕妤，劉令嫻晉容華。                                                                                |
| 二十二年 | 1/1 仰氏被廢。 2/1 安陵容晉昭媛。 沈眉莊晉惠妃、生皇四子予潤後去世｡ 胡蘊蓉晉敏妃｡ 玄清娶浣碧、尤靜嫻為側妃｡ 江沁水、祝含芷、羅惜惜入宮｡ |
| 二十三年 | 1/1 榮赤芍晉貴人。予漓立為齊王、予沛為晉王、予涵為趙王、予潤為楚王。 平陽王玄汾娶甄玉嬈為正妃。 8/7 大封六宮。 8/17 追贈已故妃嬪。 安鸝容小產。 10/1 安鸝容去世。 |
| 二十四年 | 3/16 玄凌選秀、皇長子選正妃。 皇長子大婚。瑛嬪、尤靜嫻有孕。 5/8 衛筠、姜氏、李氏、劉氏入宮。 姜氏有孕（小產）。 甄嬛第四次有孕（小產）。 江沁水晉婉儀、生皇六女懷淑帝姬。 皇后失勢｡ |
| 二十五年 | 1/15 尤靜嫻生清河王世子予澈。 榮赤芍被賜死。 2/9 朱宜修只保留皇后封號，形同被廢。 甄珩尚承懿翁主為續絃。 赫赫犯進。 太后逝世。 7/20 摩格入京晉見。 徐燕宜晉貞一夫人。 甄嬛和親。摩格娶甄玉姚為西帳閼氏。 玄清戍守邊疆。 甄嬛第五次有孕。 |
| 二十六年 | 甄嬛生皇七女雪魄帝姬。 甄玉姚產女，升為赫赫大妃。 |
| 二十七年 | 玄清回京。 5/17 玄清去世。甄嬛晉皇貴妃。 5/27 甄玉隱去世。 胡蘊蓉降為才人，徐燕宜撫養和睦帝姬。 |
| 二十八年 | 3/9 玄凌四十歲生辰、遇刺，杜佩筠、葉瀾依去世。 杜佩筠追贈恬妃、李氏加贈婕妤。 胡蘊蓉去世。 汪氏、大小劉娘子入宮。 |
| 三十年   | 立皇四子予潤為太子。 7/11 玄凌駕崩。 予潤登基，更名紓潤，改年號正章。 |

#### 宮苑簡介
【紫奧城】
- 上林苑：設有倚梅園（東南角）、松風亭、沉香亭。
- 太液池：池中零星有數島，島上有亭台樓閣，並種有奇花異草。棠梨宮附近。設有菊湖雲影殿（長芳洲）、歲寒閣。
- 千鯉池：位於宓秀宮附近。

- 儀元殿
- 太極殿：新帝登基之處。
- 徽光殿：後宮正門第一殿，皇室舉辦酒宴之處。
- 通明殿
- 重華殿
- 雲意殿：選秀之處。

- 太廟：祭天、冊后及重大節慶舉行之處。
- 太廟祠：平日冊封妃嬪用。

- 頤寧宮

- 棠梨宮：位於上林苑西南角，為兩進的四合院院落。正殿瑩心殿（堂）、東西配殿、南邊引綠軒（供夏日避暑用）、花園。
- 鳳儀宮：正殿朝陽殿。
- 暢安宮：正殿昀昭殿、西側存菊堂。
- 宓秀宮
- 未央宮：由昭信宮改建；正殿柔儀殿，旁側各有東西別殿三座，樓閣數間（永寶堂、印月軒）。
- 長楊宮：正殿景春殿。外有許多楊柳。
- 翠微宮：正殿采容殿（麗夕閣、交蘆館）。
- 玉照宮：位於紫奧城北邊。正殿空翠殿（堂）（原名紅蕊堂）。
- 玉屏宮
- 萬春宮
- 景昌宮

- 怡春堂
- 綺望軒
- 復香軒
- 披香殿
- 燕禧殿
- 和煦堂（殿）

- 虹霓閣
- 空翠閣
- 擁翠閣
- 明瑟居
- 綠霓居
- 鏤月開雲館
- 芳心院
- 翠雲嘉蔭堂

- 泉露宮：設有以闐白玉建造的泉露池，引宮苑附近的嵋山溫泉及並加入清晨露水而成。分三湯，進水處依身份有所不同。皇帝─蓮花湯（白玉龍首、池底雕琢萬葉蓮花圖案）、皇后─牡丹湯（碧玉鳳凰半身，池底雕琢千葉牡丹圖案）、妃嬪─海棠湯（三尊青玉鸞鳥半身）。

- 去錦宮：冷宮。取「剝去錦衣終生受罪」之意，關押歷代被廢黜的嬪妃之處。
- 暴室：又稱曝室、暴室獄。原為織作染練之處，位於永巷盡頭，屬掖庭令管轄，有罪宮人皆幽禁於此。
- 永巷：地位低下宮人的住所。

【太平行宮】
前朝景宗的「好山園」改建而來，旁有歌鹿山，為規模最大的皇家御苑。
- 水綠南薰殿：位於太液池西畔。
- 光風霽月殿
- 扶荔殿：先朝昭康太后晚年在此頤養的小園子，殿宇皆用白螺石製成。
- 玉潤堂：種有大片竹林。
- 慎德堂
- 煙雨齋
- 繁英閣：翻月湖旁。
- 雨花閣
- 飛雨館
- 宜芙館：附近有大片荷花。
- 翻月湖：中央有無樑殿，四處無路，只能搭乘小舟。
- 桐花台：高三丈九尺，以白玉石鋪就。

【明苑】
別稱「御苑」，位於紫奧城外二十里。保和元年建立，內飼養百獸，設有走狗觀、走馬觀、魚鳥觀、觀象觀、白鹿觀、獅虎園及觀武台等。

## 抄襲爭議
抄襲爭議自小說連載以來便持續發酵，其與《金枝慾孽》及其他文學作品的相似度之高，被許多評論者認為已超出「借鑑」範疇，實質構成抄襲。流瀲紫雖承認《金枝慾孽》是其創作靈感來源，但兩部作品在角色設定、情節架構甚至細節描寫上的高度重合，使爭議難以平息。  
《甄嬛传》原著被判定抄袭，包括出版畫籍寫上是《金枝慾孽》的姐妹篇，《甄嬛传》連載期間打着金枝欲孽姐妹篇和同人的旗號，人設和架構十分相似，作者流瀲紫接受採訪承認因为看了《金枝慾孽》才寫下《甄嬛传》，書中情節靈感人物都來源於此，劇中確實「借鑑」很多《金枝慾孽》的劇情和設定。《金枝慾孽》作為宮鬥劇鼻祖，其敘事模式與人物關係深刻影響了後續同類作品，而《甄嬛傳》的相似性不僅限於靈感來源，更體現在具體情節的複製上。例如兩劇的皇后均表面溫婉賢淑，實則陰狠毒辣，擅長借刀殺人，並迫害多位妃嬪的龍胎。華妃與如妃均為初期盛寵的跋扈妃嬪，性格張揚，最終因失勢而悲劇收場。太醫與妃嬪的情感糾葛孫白颺（《金枝慾孽》）與溫實初（《甄嬛傳》）均為御醫，癡戀後宮妃嬪，最終因情感牽連而喪命。宮女與主子的權謀互動如《金枝慾孽》的寶蟬與如妃、《甄嬛傳》的頌芝與華妃，均以「失手打翻物品」試探對手，情節設計幾乎一致。  
除角色設定外，多處關鍵情節的相似性更引發質疑，兩劇均以秀女入宮為故事起點，並在初期鋪陳後宮權力結構；妃嬪假孕爭寵《金枝慾孽》中如妃假稱龍胎無恙以提防皇后，《甄嬛傳》中亦有類似橋段；底層宮女的悲劇《金枝慾孽》的素櫻與《甄嬛傳》的福子，均因宮鬥牽連無辜喪命，象徵後宮殘酷；結局設計兩劇均以「看似勝利實則空虛」作結，主角雖登上權力巔峰，卻失去摯愛與初心。  
除《金枝慾孽》外，《甄嬛傳》亦被指抄襲多部網路小說，匪我思存《冷月如霜》：流瀲紫不僅抄襲劇情主線（女主因酷似已故寵妃得寵，後與王爺私通），甚至連詩詞錯字都原樣照搬。「逆風如解意，容易莫摧殘」：原詩應為唐代崔道融《梅花》中的「朔風如解意，容易莫摧殘」，但匪我思存誤記為「逆風」，而《甄嬛傳》竟沿用相同錯誤。「夾岸桃花蘸水開」：原句出自宋代徐俯《春遊湖》，正確應為「蘸水開」，但匪我思存誤寫為「敷水開」，《甄嬛傳》同樣照抄錯誤版本。「雙鬟鴉雛色」：出自南朝樂府詩《西洲曲》，正確應為「雙鬢鴉雛色」，但匪我思存誤記為「雙鬟」，《甄嬛傳》亦沿用此錯誤。
其他包括《斛珠夫人》、《寂寞空庭春欲晚》、《和妃番外》、《冷月如霜》、《双成》、《春衫薄》、《枕中记-之青城外传》、《冷宫》、《红楼隔雨相望冷》、《凌妃》等等网络小说，晉江文學城讀者比對後，發現大量段落描寫雷同，最終導致流瀲紫被網站處分。古典文學挪用《紅樓夢》《金瓶梅》的經典詞句被直接套用，卻未標明來源。
晉江管理層審查後認定抄襲屬實，並鎖定其專欄，要求流瀲紫修改內容並向被抄襲者道歉，但她拒絕堅稱「借鑑不構成抄襲」，並轉至新浪博客完成連載《後宮甄嬛傳》，法律上，由於著作權法對「情節相似」的認定門檻較高，流瀲紫未受司法追究，但輿論普遍認為其抄襲事實明確。

## 读音问题
“嬛”字一般有三个读音：
1. （ㄏㄨㄢˊ）—環
2. （ㄒㄩㄢ）—宣
3. （ㄑㄩㄥˊ）—瓊

故事情节中甄嬛说的“嬛嬛一嫋楚宫腰”的“嬛”，在这里应该读“（宣）”音。小说作者流瀲紫原本讀“（宣）”音，但後來由於普羅大眾皆讀之為“（環）”，故而順應時勢，改讀“（環）”音，在改编成电视剧时也将“嬛”字读为“（環）”音。

## 改编作品

### 越剧
2013年，上海越剧院院长李莉根据小说《后宫甄嬛传》改编了越剧《甄嬛》上本，2016年推出了下本。故事背景为虚构的大周朝，主要角色包括甄嬛（李旭丹（前）、王志萍（后）饰）、玄凌（杨婷娜（前）、钱惠丽（后）饰）、玄清（王清（前）、黄慧（后）饰）、华贵妃（裘丹莉（前）、陈颖（后）饰）、沈眉庄（史燕彬饰）、安陵容（陈慧迪饰）、温实初（王柔桑饰）等。该剧选取了原著的主要情节，上本由甄嬛等人入宫开始，至华贵妃设计滴血验亲，下令将甄嬛母子打入冷宫，温实初杖杀，沈眉庄受惊难产而死为止，下本由清河王揭破滴血验亲真相开始，至甄嬛气死皇帝，辅佐新帝登基，放先帝妃嫔（包括冷宫中的华贵妃）出宫回家为止。
该剧情节和人物设定与小说有所不同，例如：华贵妃是小说中朱宜修和慕容世兰的合并，“华”为姓氏，因一直没有子嗣（欢宜香之故）而未能成为皇后，母家势力最终被玄清剿灭，本人被打入冷宫；甄嬛离宫出家是在第一次怀孕和小产之后；温实初被改为沈眉庄的青梅竹马，为守护心上人而进宫做太医；安陵容为滴血验亲一折中的告发者，合并了小说中管文鸳和倪氏的戏份，计策失败后被赐死，但暗中通知清河王前来揭破真相；甄嬛亲手毒死玄清后被立为皇后，她的儿子（生父为玄清）被立为太子等等。
该剧舞台美術設計参照了南唐顾闳中《韩熙载夜宴图》的配色，布景采用二层平台布局。

## 相關書籍
電視剧热播后市场掀起一股甄嬛热，除了小说再版狂销外。各式各样与研究里面人物故事的周边书也应声而出，如导演郑晓龙与总制片人曹平推出的《你没看懂的后宫甄嬛传》剧评专书，罗霖在东森新闻云、Nownews连载超过四十万字，获媒体评为“两岸第一甄嬛迷”。香港在凤凰卫视专门播出纪连海教授的评论后出版《纪连海说甄嬛》，解说雍正历史和妃嫔的细节，图文详细，全彩印刷，系列节目也很受欢迎，两岸三地均有贩售。此外，台湾还出版许多讲述职场的《甄嬛教会我的36则职场生存术：职场中“周全自己”，也“周全所有人”的厚黑攻略》、《后宫甄嬛传教我的80件事》、《职场即后宫：《甄嬛传》教会我的办公室贱招》、《从菜鸟到终极CEO：甄嬛传里的职场启示录》、《华妃早知道该多好的道理》、《后宫心机美容：太医如何让嫔妃们青春永驻》、《见人说人话之超效沟通指南》、《人人心理都有鬼：实现自我价值的幽默心理学》等各类相关书籍。